# Pylusopsis chrysocome
Pylusopsis chrysocome is een keversoort uit de familie mierkevers (Cleridae). De wetenschappelijke naam van de soort is voor het eerst geldig gepubliceerd in 1929 door Elston.